# Sappisaari
Sappisaari är en ö i Finland. Den ligger i sjön Iso Valkjärvi och i kommunen Itis i den ekonomiska regionen  Kouvola ekonomiska region  och landskapet Kymmenedalen, i den södra delen av landet, 110 km nordost om huvudstaden Helsingfors. Öns area är 0,4 hektar och dess största längd är 130 meter i nord-sydlig riktning.